# سوسمار انگشت‌شانه‌ای زاگرسی
سوسمار انگشت‌شانه‌ای زاگرسی (نام علمی: Acanthodactylus zagrosicus)، گونه‌ای از سوسمارهای خانواده سوسماران راستین است. این گونه بومی ایران است.